# Mustasaari (ö i Finland, Norra Savolax, Varkaus, lat 62,45, long 27,88)
Mustasaari är en ö i Finland. Den ligger i sjön Unnukka och i kommunen Leppävirta i den ekonomiska regionen  Varkaus ekonomiska region  och landskapet Norra Savolax, i den sydöstra delen av landet, 290 km nordost om huvudstaden Helsingfors. Öns area är 6,2 hektar och dess största längd är 400 meter i sydväst-nordöstlig riktning.